# Kontrast (elektronika)
Kontrast – parametr elektrooptyczny obrazu, który określa stosunek luminancji maksymalnej do luminancji minimalnej.
Współczynnik określający różnicę pomiędzy jasnością najciemniejszego i najjaśniejszego punktu na wyświetlaczu jest istotnym parametrem. Monitor o wysokim kontraście, gdy jest skonfigurowany do pracy z optymalną jasnością (do pracy biurowej – 150 cd/m²), będzie prezentował obraz wyraźny, czytelny, a zarazem przyjazny dla wzroku. Niższa jasność i jednocześnie wysoki kontrast pozwolą na uzyskanie lepszych barw, czerń stanie się bardziej zróżnicowana i głęboka, a biel zachowa odpowiednią jaskrawość.

## Kontrast dynamiczny
Kontrast dynamiczny to funkcja niektórych telewizorów LCD i projektorów multimedialnych polegająca na ciągłej regulacji jasności lampy w zależności od jasności obrazu (średnia jasność jednego piksela). Jeżeli obraz jest całkowicie czarny (wszystkie piksele czarne), to lampa świeci z najmniejszą jasnością, a jeżeli cały obraz jest biały (wszystkie piksele białe), to lampa świeci najjaśniej. W innych przypadkach jasność lampy zależy od średniej jasności obrazu.
Przykładowo, jeżeli pierwszy slajd jest szary (RGB: 128,128,128), drugi slajd to obraz podzielony na dwie części, w którym jedna jest ciemnoszara (RGB: 64,64,64), a druga jasnoszara (RGB: 192,192,192), natomiast trzeci slajd to biało-czarna szachownica, kolory (RGB: 0,0,0) i (RGB: 255,255,255), to w przypadku każdego z tych obrazów jasność lampy będzie taka sama, gdyż taka sama jest średnia wartość jasności wszystkich pikseli. Natomiast w przypadku slajdów: pierwszy cały czarny, drugi zawiera na czarnym tle białą figurę zajmującą 25% powierzchni, trzeci zawiera figurę zajmującą 50% powierzchni obrazu, czwarty 75%, a ostatni cały biały, to przy wyświetlaniu takich slajdów kolejno, lampa przy każdym będzie świecić coraz jaśniej.
Jasność lampy w danym momencie można wyrazić wzorem:
{\displaystyle L=A\cdot P+B,}
gdzie:
{\displaystyle L} – jasność lampy,
{\displaystyle P} – średnia jasność jednego piksela obrazu (w skali od 0 do 255),
{\displaystyle A,} {\displaystyle B} – wartości stałe dla danego modelu i trybu pracy urządzenia, {\displaystyle A>0} i {\displaystyle B>0.}
Kontrast dynamiczny osiąga większy współczynnik niż kontrast statyczny, czyli bez zmian jasności lampy pod wpływem zmiany obrazu. Spowodowane jest to faktem, że jasność koloru czarnego jest mierzona przy lampie świecącej najciemniej, a jasność koloru białego jest mierzona przy lampie świecącej najjaśniej. Różnica jasności lampy powoduje sztuczne zwiększenie różnicy pomiędzy jasnością białego i czarnego koloru.
Jest to zabieg bardziej marketingowy niż praktyczne wykorzystanie. Do wyświetlania statycznych obrazów (np. prezentacje slajdów) kontrast dynamiczny niewiele się zda, ponieważ tylko przy zmianie slajdu będzie zauważalna zmiana jasności tła, ale rzeczywisty kontrast się nie zmieni. Aczkolwiek przy wyświetlaniu filmów zmiany jasności lampy nie będą tak widoczne, a film wydawać się będzie bardziej kontrastowy, choć i tak mniej niż na urządzeniu mającym wyższy kontrast statyczny. Monitor lub telewizor z włączoną funkcją kontrastu dynamicznego nie nadaje się do pracy na komputerze, a szczególnie jeśli chodzi o obróbkę grafiki.
Wybierając monitor, telewizor lub projektor charakteryzujący się kontrastem rzędu 5000:1 czy 10 000:1, należy zwracać uwagę czy jest to wartość kontrastu dynamicznego, który niewiele mówi o jakości obrazu generowanego przez wyświetlacz.